# Гре-Но-Лі
Гре-Но-Лі — скорочення від прізвищ трьох шведських футболістів — Гуннара Грена, Гуннара Нордаля і Нільса Лідхольма, нападників, які складали потужне атакуюче тріо в італійському клубі «Мілан» і збірній Швеції в 1940–50-х роках.
В першу чергу завдяки зусиллям цієї трійки збірна Швеції здобула золоті медалі на Олімпійських іграх 1948 року в Лондоні. На клубному рівні їхнім найбільшим успіхом стало здобуття в 1951 році «Міланом» титулу чемпіону Італії, четвертого в своїй історії, після 44-річної перерви. В 1955 році Лідхольм і Нордаль повторили це досягнення вже без Грена. Лідхольм здобував чемпіонський титул у складі «Мілана» ще двічі: в 1957 і 1959 роках, коли і Нордаль вже покинув клуб. «Гре-Но-Лі» були справжніми суперзірками міланського клубу, і в 1980-х роках з ними постійно порівнювали іншу «національну» трійку нападників, яка на тривалий час склалася в клубі — голландців Рууда Гулліта, Франка Рейкаарда і Марко ван Бастена.
З трійки «Гре-Но-Лі» найуспішнішим був Нордаль, який п'ять разів ставав найкращим бомбардиром сезону вищої італійської ліги (Серії А), а за загальною кількістю голів, забитих в матчах Серії А, досі посідає третє місце. Нільс Лідхольм в 1977–1979 і 1984–1987 роках був головним тренером «Мілана».
Статистика виступів у «Мілані» (чемпіонат Італії):
| Сезон   | Місце  | Грен | Грен | Нордаль | Нордаль | Лідхольм | Лідхольм | Забиті м'ячі | Забиті м'ячі | Забиті м'ячі |
| Сезон   | Місце  | Ігри | Голи | Ігри    | Голи    | Ігри     | Голи     | Клуб         | Гре-Но-Лі    | %            |
| ------- | ------ | ---- | ---- | ------- | ------- | -------- | -------- | ------------ | ------------ | ------------ |
| 1949/50 |        | 37   | 18   | 37      | 35      | 37       | 18       | 118          | 71           | 60,2         |
| 1950/51 |        | 36   | 9    | 37      | 34      | 31       | 13       | 107          | 56           | 52,3         |
| 1951/52 |        | 31   | 7    | 38      | 26      | 38       | 9        | 87           | 42           | 48,3         |
| 1952/53 |        | 29   | 4    | 32      | 25      | 30       | 6        | 64           | 35           | 54,7         |
| Усього  | Усього | 133  | 38   | 144     | 120     | 136      | 46       | 376          | 204          | 54,3         |